# Premio Nacional de Periodismo (Cataluña)
El Premio Nacional de Periodismo de Cataluña (en catalán: Premi Nacional de Periodisme) es un galardón que forma parte de los Premios Nacionales de Cultura de Cataluña y que se concedía anualmente en España por la Generalidad catalana, como reconocimiento a la trayectoria profesional de cada galardonado en su categoría y que estaba dotado con 18 000 euros.
El galardón se otorgaba por un jurado que presidía el consejero de Cultura de la Generalidad y se entregaba en una ceremonia donde estaba presente el presidente de la Generalidad de Cataluña, junto con los demás premios. A principios de abril de 2013 el gobierno de la Generalidad de Cataluña redujo los Premios Nacionales de 16 a 10, eliminando todas las categorías, con la intención de "cortar" su "crecimiento ilimitado", quedando un solo galardón con el nombre de Premio Nacional de Cultura (Premi Nacional de Cultura).

## Galardonados
Desde 1990 el premio se otorgó a:
- 1990 — Josep Maria Huertas Claveria
- 1992 — Jaume Comellas
- 1994 — Francesc-Marc Álvaro
- 1995 — Josep Maria Espinàs
- 1996 — Colegio de Periodistas de Cataluña
- 1997 — Albert Jané
- 1998 — Carles Sentís
- 1999 — Eliseu Climent
- 2000 — Francesc Escribano y Joan Úbeda (ex aequo)
- 2001 — Antoni Bassas[3]
- 2002 — Montserrat Armengou y Ricard Belis[4]
- 2003 — Mònica Terribas[5]
- 2004 — VilaWeb[6]
- 2005 — Emili Manzano
- 2006 — Milagros Pérez Oliva[7]
- 2007 — Martí Domínguez
- 2008 — José Martí Gómez, Lluís Permanyer y Joan de Sagarra
- 2009 — Rosa María Calaf[8]